# مجموعه اصطلاحات سرور
مجموعه اصطلاحات سرور یک قطعه از نرم‌افزار های ارائه دهنده سرویس هستند که یک رابط برای برنامه های سمت کاربر می باشد. 
نمونه اصطلاحات خدمات ممکن است شامل:
- انطباق دلخواه، تعریف کاربر یک متن رشته ای را در برابر یک لیست ثابت از زبان های طبیعی،
- بازیابی هر گونه ارتباط بین لیست ثابت اصطلاحات یک زبان با زبان معادل ترجمه شده آن
- بازیابی هرگونه ارتباط بین لیست ثابت عبارات اصطلاحات و موجودیت های محتوای سیستم
- بازیابی هر گونه inferrable لینک معنای بین مفاهیم در یک  سیستم یا هستیشناسی (علم اطلاعات)[۱]

## همچنین نگاه کنید
- بالینی اصطلاحات سرور